# Comté de Long (Géorgie)
Pour les articles homonymes, voir Long.
Le comté de Long est un comté de Géorgie, aux États-Unis.

## Démographie
| 1930  | 1940  | 1950  | 1960  | 1970  | 1980  |
| ----- | ----- | ----- | ----- | ----- | ----- |
| 4 180 | 4 086 | 3 598 | 3 874 | 3 746 | 4 524 |

| 1990  | 2000   | 2010   | - | - | - |
| ----- | ------ | ------ | - | - | - |
| 6 202 | 10 304 | 14 464 | - | - | - |